# Marthã
Marthã Fernando Gonçalves Pimenta, meglio conosciuto come Marthã (San Paolo, 20 marzo 1997), è un calciatore brasiliano, difensore del Boavista-RJ.